# Il Giardino Armonico
Il Giardino Armonico (v překladu Zahrada harmonie) je italský orchestr (hudební ansámbl), který založili Luca Pianca a Giovanni Antonini v Miláně v roce 1985.
Soubor se dnes řadí k předním světovým hudebním souborům. Skládá se ze 3 až 35 Hudebníků, kteří hrají na originální a dobové nástroje, záleží na požadavcích každého programu. Il Giardino Armonico se zaměřuje na intrpretaci hudby 17. a 18. století.
Soubor nahrál již 39 desek a pyšní se řadou ocenění včetně ceny Grammy.Často spolupracuje např. s mezzosopranistkou Cecilií Bartoli.
```
V roce 2014 soubor zahájil projekt, jehož cílem je zaznamenat všechny symfonie 
Josepha Haydna
 do roku 2032, kdy se slaví 300. výročí narození skladatele. 
```

V roce 2009 vystoupili v pražském Rudolfinu na Mezinárodním hudební festivalu Pražské jaro. Il Giardino Armonico je pravidelně zván na významné mezinárodní festivaly a hraje celou řadu koncertů v nejvýznamnějších divadlech a sálech po celém světě.
V červenci 2018 vystoupí opět v České republice v rámci Hudebního festivalu Znojmo.